# Afleidingsvaart van de Nete
De Afleidingsvaart van de Nete (ook wel Omleidingsvaart genoemd),  in de Belgische provincie Antwerpen, is een gegraven kanaal dat half rond de stad Lier loopt. Het was oorspronkelijk bedoeld om overtollig water van de Kleine Nete rond de stad Lier om te leiden om de lager gelegen gebieden in het oosten van de stad te ontlasten. De afleidingsvaart begint bij de Kleine Nete in het noordoosten van Lier en vloeit in het zuiden in de Nete. Ter hoogte van de Lierse Sluislaan begint langs de vaart een fietspad dat verder richting Duffel en Boom loopt als fietsroute F17. 
Tijdens het graven van de afleidingsvaart is voor de Dungelhoeffkazerne de Mammoet van Lier gevonden.

## Bruggen over de Afleidingsvaart
- Lisperpoortbrug
- Antwerpsepoortbrug
- Mechelsepoortbrug
- Stuwbrug